# ニーダーヴァルト記念碑

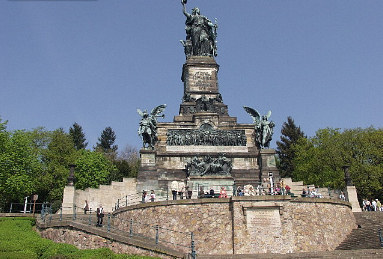
ニーダーヴァルト記念碑

ニーダーヴァルト記念碑（ドイツ語: Niederwalddenkmal）は、ドイツヘッセン州リューデスハイム・アム・ラインの近くのニーダーヴァルトにある記念碑である。

## 歴史

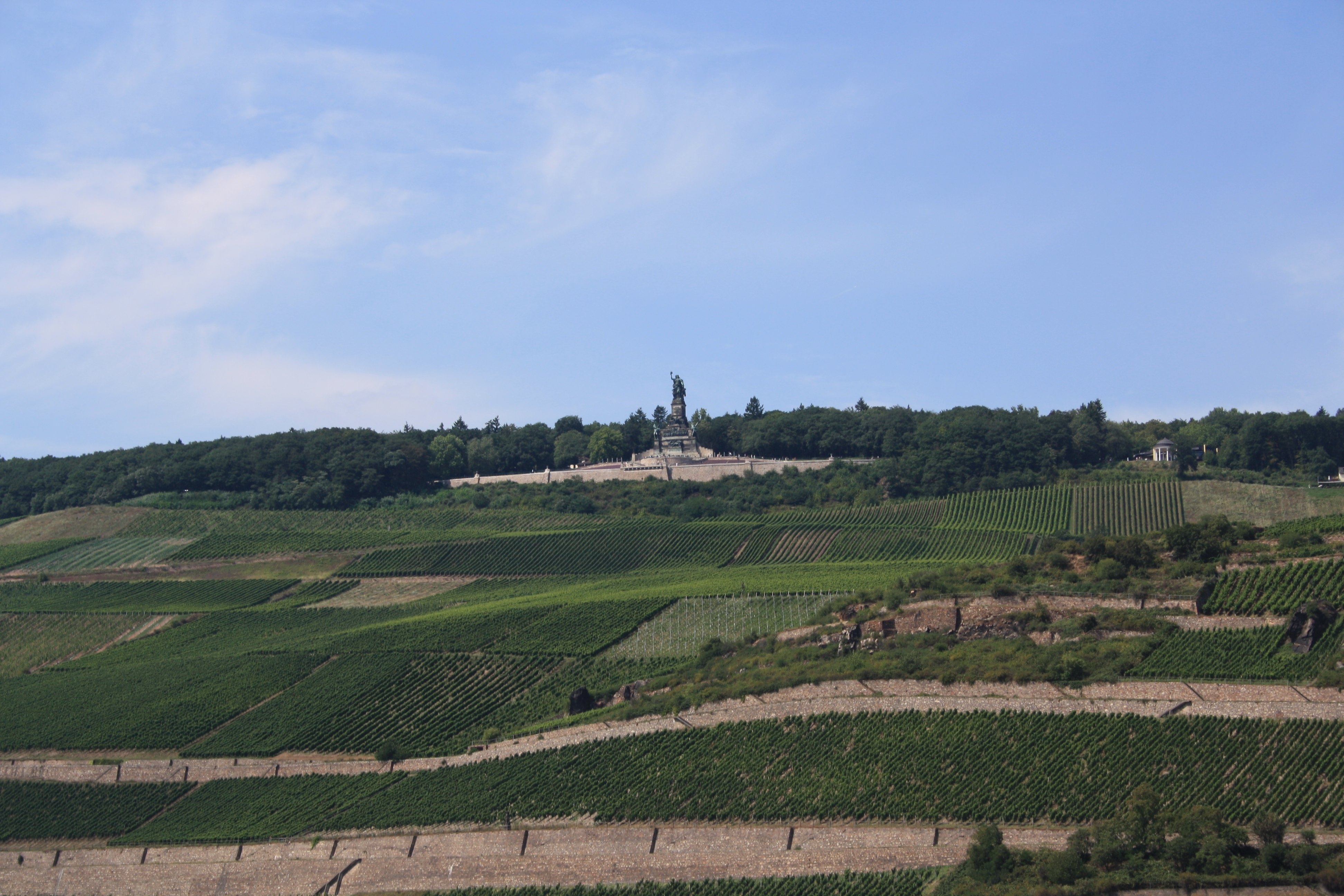
丘の上にそびえる記念碑

この記念碑は、普仏戦争後のドイツ帝国発足を記念して建設された。
建設にあたっては、1871年9月16日にヴィルヘルム1世が最初の石をここに置いた。記念碑制作のために彫刻家Johannes Schilling、建築家Karl Weißbachが選ばれた。
この記念碑の製作費は百万金マルクと見積もられ、1883年9月28日に落成式が行われた。高さは38メートルあり、全ドイツ人の統一を記念している。

## 構造

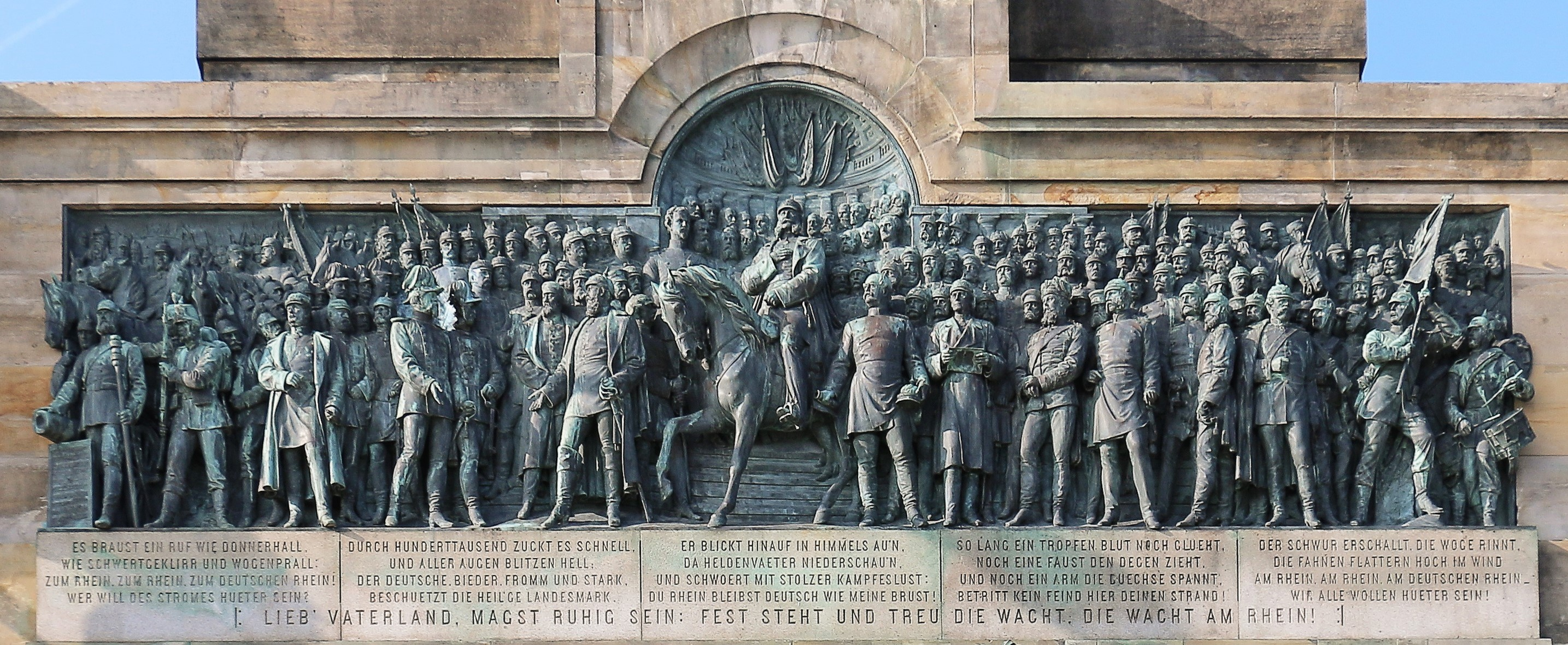
ヴィルヘルム1世のレリーフ

中央の人物像は、高さ10.5メートルのゲルマニア像である。その右手にはドイツ皇帝の帝冠を掲げ、左手には皇帝の剣を持つ。
ゲルマニアの下には大きなレリーフがあり、ヴィルヘルム1世が気高く乗馬した姿と、軍隊の指揮官や兵士らを描いている。また、ラインの守りの詩も彫られている。碑の左手側には平和の像、右手側には戦争の像がある。

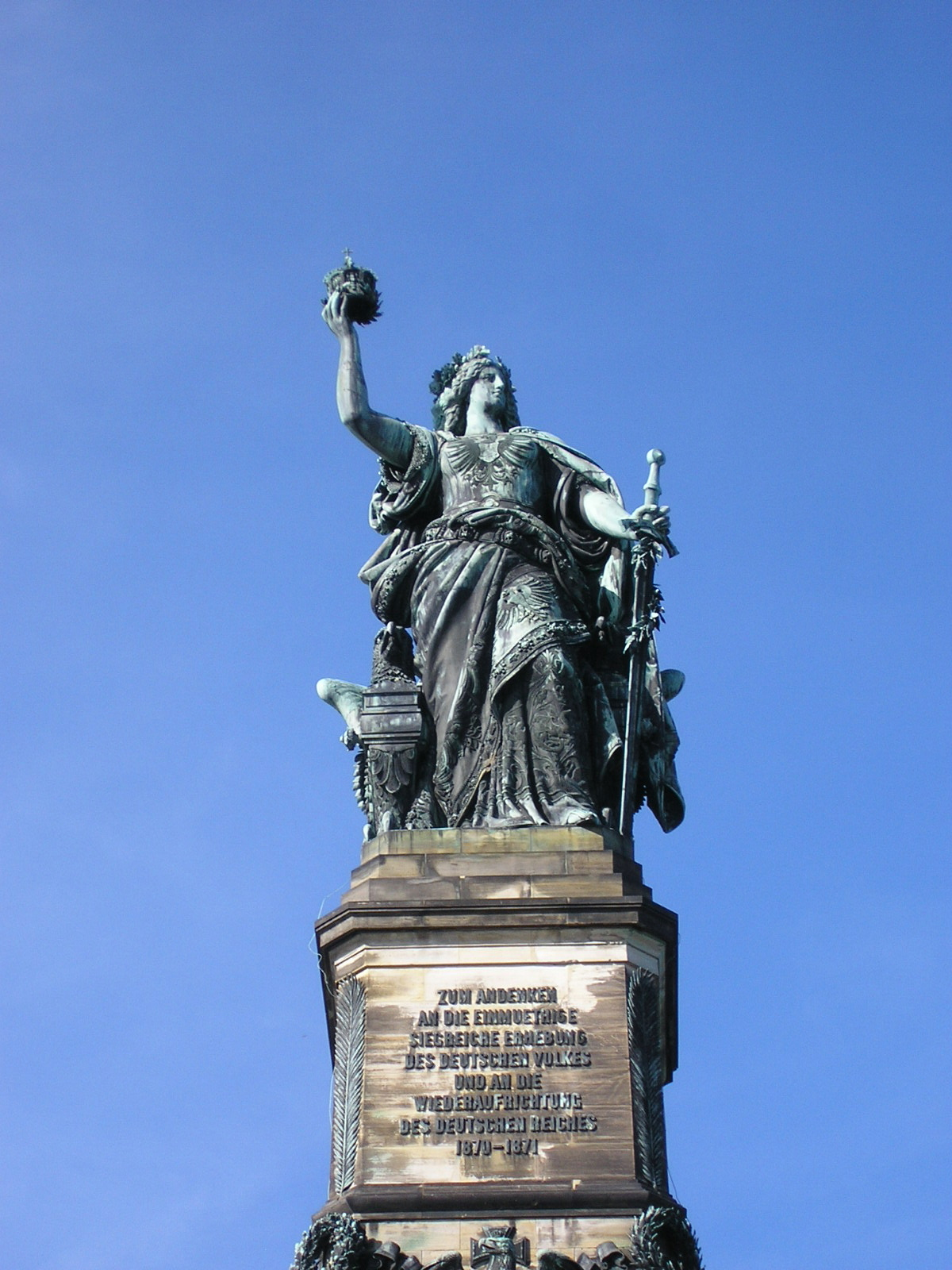
ゲルマニア像
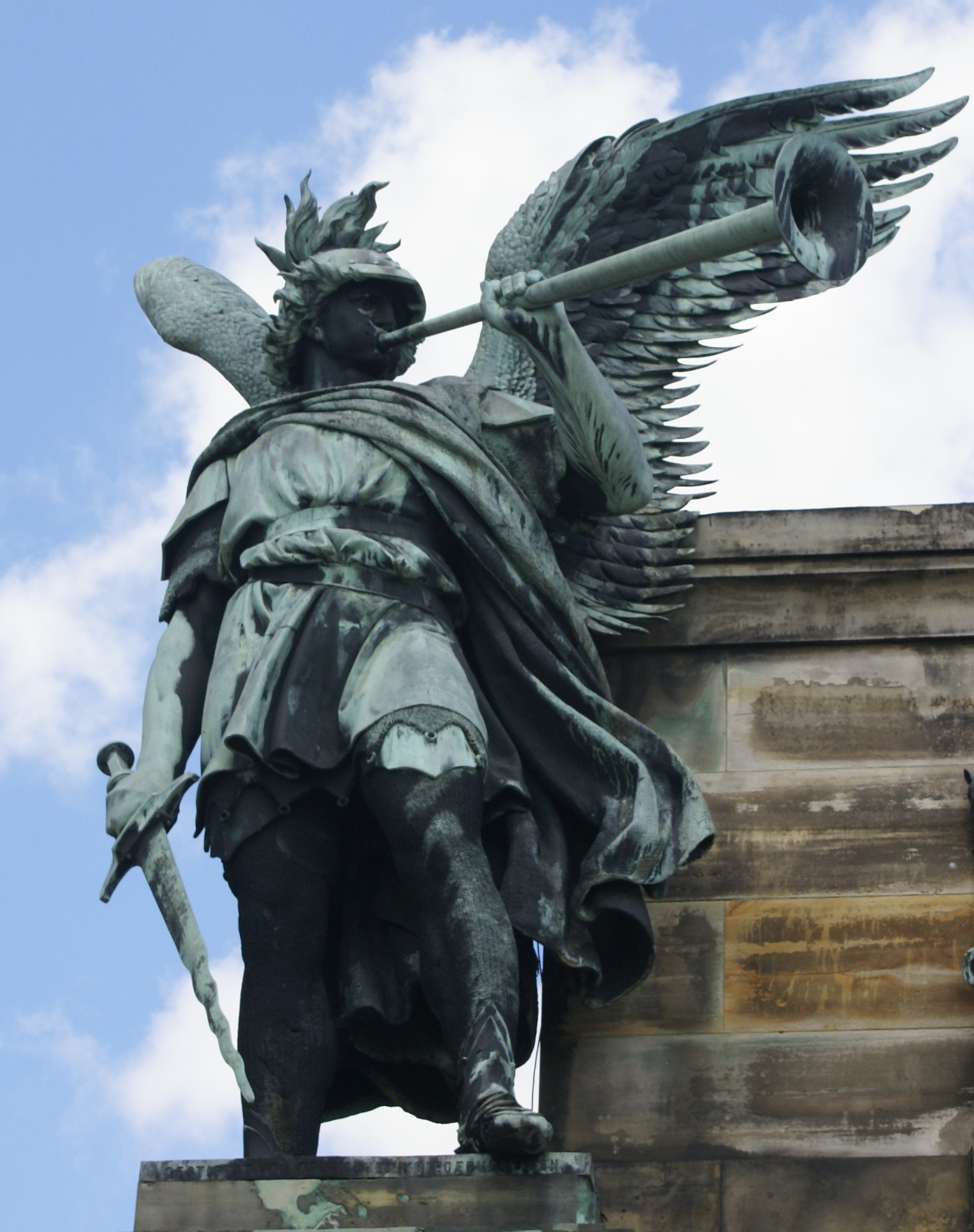
「戦争」の像
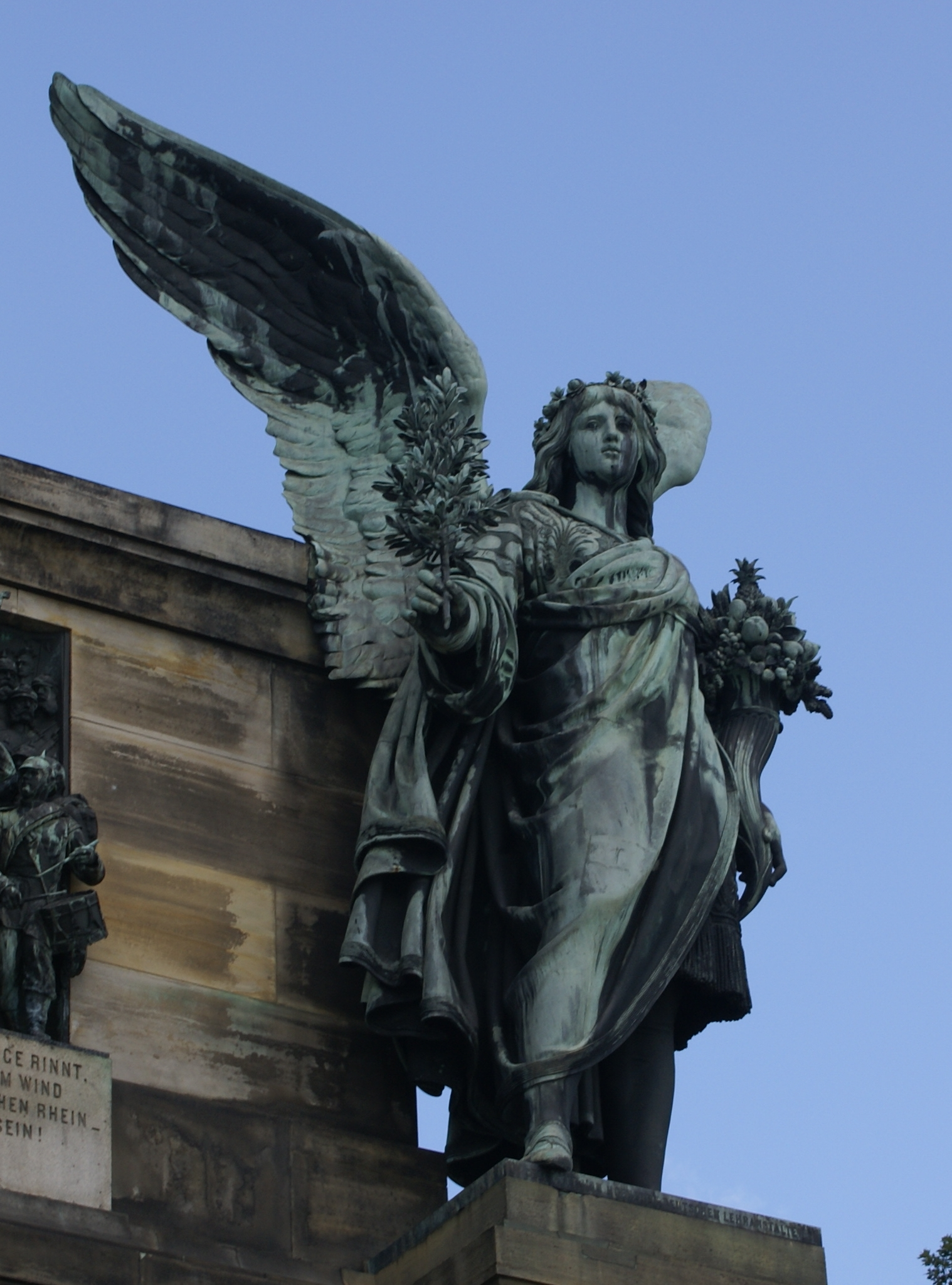
「平和」の像

## 碑文
記念碑の碑文はゲルマニア像の基台に彫られており、次の文章が彫られている：「ZUM ANDENKEN AN DIE EINMUETHIGE SIEGREICHE ERHEBUNG DES DEUTSCHEN VOLKES UND AN DIE WIEDERAUFRICHTUNG DES DEUTSCHEN REICHES 1870-1871.」（ドイツ人民の蜂起が文句なしの勝利に終わり、ドイツ帝国が再度成立した事を記念して。1870-1871）。これは彫刻家 Johannes Schilling による全ドイツ人の勝利という元々のアイデアが、「大敵」フランスに対する敵意を込める形に変更されたものである。

## 観光
ニーダーヴァルト記念碑へは、リューデスハイム・アム・ラインからロープウェイ（以前はラック鉄道だった）を使って行くことができる。またアスマンスハウゼンからチェアリフトを使って行くこともできる。あるいは自動車、徒歩で行くこともできる。